# 聂阿兹
聂阿兹（1931年1月10日—2015年2月12日），全名为聂阿都阿兹·聂末（Nik Abdul Aziz bin Nik Mat），马来西亚吉兰丹州第12位州务大臣，伊斯兰党第二任长老协商理事会主席，也是一名伊斯兰教学者，被誉为该党的精神领袖。

## 政治生涯
聂阿兹于1967年加入伊斯兰党，并在同年吉兰丹下流（今彭加兰芝柏）的补选中当选成为国会议员，蝉联到1986年第7届全国大选时才转攻州议席并胜出。1990年大选中伊斯兰党重新取得吉兰丹州政权，聂阿兹开始担任吉兰丹州务大臣一职，连任5届，前后长达23年，至2013年第13届大选后才交棒。到2015年2月12日逝世前仍是吉兰丹真巴卡州议员。

## 事件

### 提呈感谢马哈迪贡献临时动议
2003年10月30日，吉兰丹州政府在最后一天的州议会第十届第四季第三次会议（财政预算案）一致通过由聂阿兹提出的临时动议，感谢即将卸任的首相马哈迪·莫哈末多年来的贡献。聂阿兹说，首相在任期间与吉兰丹州政府合作无间，而且为国家贡献良多，因此配合首相隔日下午4时荣休，而要求议长引用州立法议会条例第33.11项，在州议会内通过临时动议。回教党浮罗真隆区州议员祖基菲玛末辩论动议时说，丹州政府虽与中央处于不同政见，但依然以开明的态度来感谢首相的贡献。

## 荣誉
- 马来西亚 :
  -  联邦效忠领袖勋章（PSM）—丹斯里（2023年追赠）[4]